# Teoria intymności
Teoria intymności – teoria z zakresu psychologii społecznej, która próbuje wyjaśnić nietypowe zachowania niewerbalne ludzi w windach, zatłoczonych autobusach, poczekalniach, restauracjach itp.
Według tej teorii poczucie bliskości i intymność objawia się w zachowaniu słownym i bezsłownym. Obserwując te komunikaty, możemy wnioskować, czy ludzie lubią się i czują się sobie bliscy, czy też nie. Wymiar emocjonalnej bliskości ujawnia się w następujących zachowaniach:
- Kontakt wzrokowy i kierunek patrzenia – im ludzie czują się sobie bliżsi, tym częściej i dłużej patrzą sobie w oczy. Spojrzenie jest traktowane jako silny sygnał, wzbudzający emocje, zwłaszcza jeśli nie jest przelotne, lecz trwa dłużej. Dlatego na ludzi obcych patrzymy zwykle przelotnie. Dłuższe patrzenie pojawia się wobec osób bliskich.
- Postawa ciała:
  - Pochylenie ciała. Ludzie, którzy się lubią, ufają sobie, są sobą zainteresowani w trakcie rozmowy, pochylają się lekko ku sobie, natomiast gdy się nie lubią, tułów i głowa leciutko odchylają do tyłu.
  - Otwarta postawa ciała. Gdy ludzie się lubią ich postawa ciała jest otwarta, gdy się nie lubią zaś lub są sobie obcy, jest zamknięta.
- Temat rozmowy. W trakcie rozmowy z bliskimi osobami poruszamy tematy bardziej osobiste i ważniejsze (np. własne przeżycia, plany, zadajemy osobiste pytania). Gdy rozmawiamy z dalekimi znajomymi, temat rozmowy jest bezpieczniejszy i nieemocjonujący (np. pogoda).
- Dotyk. Jest bardzo silnym sygnałem, wywołuje zwykle silne emocje, bądź to pozytywne, bądź negatywne. Dążymy do dotykania tylko tych osób, które bardzo lubimy i którym ufamy. Przyjazny dotyk pojawia się w związku z tym jedynie wobec osób bliskich.
- Gesty i ruchy ciała. W trakcie rozmowy z bliską osobą pojawia się więcej gestykulacji, ciało jest bardziej rozluźnione i przyjmuje bardziej niesymetryczne pozycje. Pojawiają się także gesty, które naruszają dystans indywidualny i dystans intymny drugiej osoby oraz takie gesty, które mogłyby się skończyć dotknięciem.
- Mimika. Wyrazy mimiczne są objawem przeżywania emocji. Pojawiają się częściej, gdy rozmawiamy z bliskimi niż z obcymi.
- Dystans osobisty. Ludzie, którzy się lubią, skracają dystans i ustawiają się blisko siebie. Z obcymi ludźmi rozmawiamy w większej odległości.
- Tembr głosu. Jeśli czujemy się dobrze, mówimy nieco niższym głosem, nie zastanawiamy się nad konstrukcją gramatyczną zdań.

Zwolennicy tej teorii twierdzą, że gdy spotykają się dwie osoby, to będą wysyłać takie komunikaty niewerbalne, które pasują do ich poczucia bliskości.
Na przykład dwie szczerze lubiące się osoby będą często patrzeć sobie w oczy, stać blisko siebie i pochylać się delikatnie ku sobie, temat ich rozmowy będzie bardziej intymny, pojawi się żywa mimika, uśmiechy, lekkie potakiwania głową itp.
W teorii tej twierdzi się dalej, że jeśli okoliczności zmienią jeden z tych wymiarów intymności, ludzie będą próbowali przywrócić stan równowagi na innych wymiarach.
Na przykład gdy stoimy stłoczeni w windzie, to odległość jest charakterystyczna dla kontaktu z ludźmi bliskimi i dobrymi znajomymi (dystans intymny). Jesteśmy jednak w towarzystwie obcych ludzi, dlatego staramy się zwiększyć dystans. Fizycznie jest to niemożliwe, dlatego robimy to na innych wymiarach intymności: przestajemy rozmawiać, nie patrzymy na siebie, staramy się oddalić, a jeśli nie jest możliwe uniknięcie dotyku, to części ciała, które dotykają innych, są usztywnione, ustawiamy się do siebie bokiem, zachowujemy maskowatą twarz, postawa ciała jest zamknięta – ręce zasłaniają genitalia, ewentualny bagaż jest trzymany przed sobą. Podobnie dzieje się w zatłoczonych autobusach czy w poczekalniach i w większości warunków, w których zaburzony jest naturalny dystans, który ludzie chcieliby zachować w stosunku do innych.
Podobnie, gdy dwie bardzo bliskie osoby są zmuszone stać w większej odległości niżby to wynikało z ich wzajemnej dobrej relacji, będą się starać psychologicznie zmniejszyć dystans. Dwoje kochanków przy zbyt dużym stole w restauracji, będzie silnie pochylać się ku sobie, dłużej na siebie patrzeć, dotykać się (np. nogami pod stołem), mówić przyciszonym głosem, usuwać przedmioty, które stoją między nimi itp.
Teoria ta tłumaczy także, dlaczego podczas zmiany tematu rozmowy zmieniają się komunikaty niewerbalne, które z nią współwystępują.
Np. gdy poruszamy temat, który budzi wiele emocji lub jest trudny, to rzadziej na siebie patrzymy, a kontakt wzrokowy jest krótszy. Zmiana tematu rozmowy powoduje bowiem zmniejszenie psychologicznego dystansu między ludźmi, co wpływa z kolei na dążenie do przywrócenia stanu równowagi. Zerwanie kontaktu wzrokowego jest takim właśnie manewrem. Gdy temat rozmowy jest trudny pod względem złożoności, nawiązywanie kontaktu wzrokowego podnosi poziom emocji, co utrudnia budowanie zdań złożonych (zobacz: prawa Yerkesa-Dodsona). Dlatego wielu wykładowców mówi, nie patrząc na publiczność spoza pulpitów lub stołu, co psychologicznie zwiększa dystans między mówcą a słuchaczami i pozwala formułować czytelne wypowiedzi.